# Сітний (заповідне урочище)
Сітний — заповідне урочище місцевого значення. Об'єкт розташований на території Надвінянського району Івано-Франківської області, Зеленське лісництво, квартал 40, виділ 2.
Площа — 5,7000 га, статус отриманий у 1988 році.